# Mazus
Mazus este un gen de plante perene din familia Phrymaceae. Consistând din în jur de 30 de specii, acest gen se găsește în habitate umede, în zonele se șes sau muntoase din China, Japonia, Asia de Sud-Est, Australia și Noua Zeelandă.

## Specii selectate
- Mazus pumilio (syn. M. novae-zelandiae)
- Mazus radicans
- Mazus reptans
- Mazus rugosus